# Znaniewo
Znaniewo – wieś w Polsce położona w województwie kujawsko-pomorskim, w powiecie radziejowskim, w gminie Topólka, niedaleko jeziora Głuszyńskiego.

## Oświata
W Znaniewie mieściła się, zlikwidowana w roku 2007, Szkoła Podstawowa im. Armii Krajowej.

## Podział administracyjny
Do 19 lipca 1924 wieś nosiła nazwę: Borysowo (gmina Czamanin, powiat nieszawski). W latach 1975–1998 miejscowość administracyjnie należała do województwa włocławskiego. Wieś sołecka – zobacz jednostki pomocnicze gminy Topólka w BIP.

## Demografia
Według Narodowego Spisu Powszechnego (III 2011) liczyła 213 mieszkańców. Jest dziewiątą co do wielkości miejscowością gminy Topólka.